# Ronde van Polen 2012
De 69e editie van de Ronde van Polen (Pools: Wyścig Dookoła Polski 2012) begon op 10 juli 2012 en eindigde op 16 juli 2012. De wedstrijd maakte deel uit van de UCI World Tour 2012. In verband met de Olympische Spelen in Londen werd de Ronde van Polen dit jaar gelijktijdig verreden met de Ronde van Frankrijk. Titelverdediger was de Slowaak Peter Sagan.

## Deelnemende ploegen
| 18 UCI World Tour-ploegen | 18 UCI World Tour-ploegen | 18 UCI World Tour-ploegen | 7 wildcards               |
| ------------------------- | ------------------------- | ------------------------- | ------------------------- |
| AG2R-La Mondiale          | Lampre-ISD                | Sky ProCycling            | Caja Rural                |
| Astana Pro Team           | Liquigas-Cannondale       | Team Garmin-Sharp         | Colnago-CSF Bardiani      |
| BMC Racing Team           | Lotto-Belisol             | Team Katjoesja            | Utensilnord-Named         |
| Euskaltel-Euskadi         | Omega Pharma-Quick Step   | Team Movistar             | Argos-Shimano             |
| FDJ-BigMat                | Rabobank                  | Saxo Bank-Tinkoff Bank    | Nationale Ploeg Polen     |
| Orica-GreenEdge           | RadioShack-Nissan-Trek    | Vacansoleil-DCM           | Farnese Vini–Selle Italia |
|                           |                           |                           | Team Type 1-Sanofi        |

## Startlijst
Liquigas-Cannondale
- 1.  Maciej Bodnar
- 2.  Eros Capecchi
- 3.  Timothy Duggan
- 4.  Edward King
- 5.  Alan Marangoni
- 6.  Moreno Moser
- 7.  Fabio Sabatini
- 8.  Elia Viviani

Omega Pharma-Quick Step
- 11.  Tom Boonen
- 12.  Gerald Ciolek
- 13.  Michał Gołaś
- 14.  Michał Kwiatkowski
- 15.  Stijn Vandenbergh
- 16.  Zdeněk Štybar
- 17.  Niki Terpstra
- 18.  Matteo Trentin

BMC Racing Team
- 21.  Alessandro Ballan
- 22.  Thor Hushovd
- 23.  Greg Van Avermaet
- 24.  Marco Pinotti
- 25.  Mauro Santambrogio
- 26.  Mathias Frank
- 27.  Danilo Wyss
- 28.  Martin Kohler

Lampre-ISD
- 31.  Winner Anacona
- 32.  Davide Cimolai
- 33.  Massimo Graziato
- 34.  Denys Kostjoek
- 36.  Oleksandr Kvatsjoek
- 36.  Przemysław Niemiec
- 37.  Manuele Mori
- 38.  Dmytro Kryvtsov

Team Katjoesja
- 41.  Michail Ignatiev
- 42.  Vladimir Isajtsjev
- 43.  Alexander Kristoff
- 44.  Aleksandr Porsev
- 45.  Rüdiger Selig
- 46.  Gatis Smukulis
- 47.  Aleksandr Kolobnev
- 48.  Xavier Florencio

Astana
- 51.  Roman Kreuziger
- 52.  Enrico Gasparotto
- 53.  Francesco Gavazzi
- 54.  Jacopo Guarnieri
- 55.  Asan Bazajev
- 56.  Aleksandr Djatsjenko
- 57.  Jegor Silin
- 58.  Paolo Tiralongo

Team Saxo Bank-Tinkoff Bank
- 61.  Volodymyr Hoestov
- 62.  Benjamín Noval
- 63.  Jarosław Marycz
- 64.  Lucas Sebastián Haedo
- 65.  Bruno Pires
- 66.  Matteo Tosatto
- 67.  Takashi Miyazawa
- 68.  Rafał Majka

Vacansoleil-DCM Pro Cycling
- 71.  Bert-Jan Lindeman
- 72.  Sergej Lagoetin
- 73.  Björn Leukemans
- 74.  Pim Ligthart
- 75.  Tomasz Marczyński
- 76.  Wouter Mol
- 77.  Martijn Keizer
- 78.  Frederik Veuchelen

Rabobank
- 81.  Tom-Jelte Slagter
- 82.  Lars Boom
- 83.  Theo Bos
- 84.  Matti Breschel
- 85.  Graeme Brown
- 86.  Wilco Kelderman
- 87.  Paul Martens
- 88.  Michael Matthews

RadioShack-Nissan
- 91.  Jan Bakelants
- 92.  Daniele Bennati
- 93.  Robert Wagner
- 94.  Linus Gerdemann
- 95.  Tiago Machado
- 96.  Joost Posthuma
- 97.  Grégory Rast
- 98.  Hayden Roulston

Orica-GreenEDGE
- 101.  Fumiyuki Beppu
- 102.  Julian Dean
- 103.  Mitchell Docker
- 104.  Aidis Kruopis
- 105.  Leigh Howard
- 106.  Daniel Teklehaimanot
- 107.  Tomas Vaitkus
- 108.  Jens Mouris

Lotto-Belisol
- 111.  Brian Bulgaç
- 112.  Gaëtan Bille
- 113.  Gert Dockx
- 114.  Gianni Meersman
- 115.  Vicente Reynes Mimo
- 116.  Tosh Van der Sande
- 117.  Jurgen Van De Walle
- 118.  Dennis Vanendert

Garmin-Sharp
- 121.  Jack Bauer
- 122.  Murilo Fischer
- 123.  Heinrich Haussler
- 124.  Ramūnas Navardauskas
- 125.  Thomas Peterson
- 126.  Christophe Le Mével
- 127.  Andrew Talansky
- 128.  Fabian Wegmann

Sky Procycling
- 131.  Alex Dowsett
- 132.  Juan Antonio Flecha
- 133.  Sergio Henao
- 134.  Mathew Hayman
- 135.  Lars Petter Nordhaug
- 136.  Ian Stannard
- 137.  Ben Swift
- 138.  Rigoberto Urán

Ag2r-La Mondiale
- 141.  Rinaldo Nocentini
- 142.  Romain Bardet
- 143.  Manuel Belletti
- 144.  Martin Elmiger
- 145.  Jimmy Casper
- 146.  Gregor Gazvoda
- 147.  Sylvain Georges
- 148.  Mathieu Perget

FDJ-BigMat
- 151.  William Bonnet
- 152.  Arnaud Démare
- 153.  Kenny Elissonde
- 154.  Mickaël Delage
- 155.  Gabriel Rasch
- 156.  Dominique Rollin
- 157.  Arnaud Courteille
- 158.  Jussi Veikkanen

Movistar Team
- 161.  Giovanni Visconti
- 162.  Ángel Madrazo
- 163.  Sergio Pardilla
- 164.  Branislaw Samojlaw
- 165.  David López
- 166.  Javier Moreno
- 167.  Enrique Sanz
- 168.  Francisco Ventoso

Euskaltel-Euskadi
- 171.  Igor Antón
- 172.  Alan Pérez
- 173.  Jon Izagirre
- 174.  Miguel Minguez
- 175.  Pierre Cazaux
- 176.  Romain Sicard
- 177.  Adrián Sáez
- 178.  Juan José Oroz

Caja Rural
- 181.  Danail Petrov
- 182.  Julián Sánchez
- 183.  Garikoitz Bravo
- 184.  Francesco Lasca
- 185.  Aleksandr Riabkin
- 186.  Manuel Cardoso
- 187.  David de la Cruz
- 188.  Karol Domagalski

Argos-Shimano
- 191.  John Degenkolb
- 192.  Thomas Damuseau
- 193.  Simon Geschke
- 194.  Roger Kluge
- 195.  Thierry Hupond
- 196.  Alexandre Geniez
- 197.  Bert De Backer
- 198.  Ramon Sinkeldam

Colnago-CSF Inox
- 201.  Domenico Pozzovivo
- 202.  Sacha Modolo
- 203.  Stefano Pirazzi
- 204.  Sonny Colbrelli
- 205.  Marco Canola
- 206.  Andrea Di Corrado
- 207.  Andrea Pasqualon
- 208.  Stefano Locatelli

Farnese Vini-Neri Sottoli
- 211.  Pierpaolo De Negri
- 212.  Oscar Gatto
- 213.  Rafael Andriato
- 214.  Thomas Bertolini
- 215.  Diego Caccia
- 216.  Kevin Hulsmans
- 217.  Francesco Failli
- 218.  Elia Favilli

Utensilnord Named
- 221.  Filippo Baggio
- 222.  Marco Zanotti
- 223.  Oleg Berdos
- 224.  Adrian Kurek
- 225.  Davide Mucelli
- 226.  Gabriele Bosisio
- 227.  Frederico Rocchetti
- 228.  Francisco Vila

Team Type 1
- 231.  Aleksandr Serebrjakov
- 232.  Julien El Fares
- 233.  Rémi Cusin
- 234.  Martijn Verschoor
- 235.  Jure Kocjan
- 236.  László Bodrogi
- 237.  Filippo Fortin
- 238.  Vegard Stake Laengen

Reprezentacja Polski
- 241.  Marek Rutkiewicz
- 242.  Bartosz Huzarski
- 243.  Paweł Cieślik
- 244.  Damian Walczak
- 245.  Bartłomiej Matysiak
- 246.  Mateusz Taciak
- 247.  Tomasz Kiendyś
- 248.  Łukasz Bodnar

## Etappe-overzicht
| Datum   | Etappe | Start-Finish                              | Afstand  | Winnaar        | Ploeg                  | Klassementsleider  |
| ------- | ------ | ----------------------------------------- | -------- | -------------- | ---------------------- | ------------------ |
| 10 juli | 1      | Karpacz - Jelenia Góra                    | 179,5 km | Moreno Moser   | Liquigas-Cannondale    | Moreno Moser       |
| 11 juli | 2      | Wałbrzych - Opole                         | 239,4 km | Ben Swift      | Sky ProCycling         | Moreno Moser       |
| 12 juli | 3      | Kędzierzyn-Koźle - Cieszyn                | 201,7 km | Zdeněk Štybar  | Omega Pharma-Quickstep | Moreno Moser       |
| 13 juli | 4      | Będzin - Katowice                         | 127,8 km | Aidis Kruopis  | Orica-GreenEdge        | Michał Kwiatkowski |
| 14 juli | 5      | Rabka Zdrój - Zakopane                    | 163,1 km | Ben Swift      | Sky ProCycling         | Michał Kwiatkowski |
| 15 juli | 6      | Bukowina Tatrzańska - Bukowina Tatrzańska | 191,8 km | Moreno Moser   | Liquigas-Cannondale    | Moreno Moser       |
| 16 juli | 7      | Krakau - Krakau                           | 131,4 km | John Degenkolb | Argos-Shimano          | Moreno Moser       |

## Klassementsleiders
| Etappe    | Algemeen           | Punten             | Berg                 | Tussensprint    | Ploegen              |
| 1         | Moreno Moser       | Moreno Moser       | Daniel Teklehaimanot | Sylvain Georges | Reprezentacja Polski |
| 2         | Moreno Moser       | Fabian Wegmann     | Daniel Teklehaimanot | Łukasz Bodnar   | Sky ProCycling       |
| 3         | Moreno Moser       | Moreno Moser       | Daniel Teklehaimanot | Łukasz Bodnar   | Sky ProCycling       |
| 4         | Michał Kwiatkowski | Ben Swift          | Daniel Teklehaimanot | Adrian Kuriek   | Sky ProCycling       |
| 5         | Michał Kwiatkowski | Ben Swift          | Daniel Teklehaimanot | Adrian Kuriek   | Sky ProCycling       |
| 6         | Moreno Moser       | Michał Kwiatkowski | Tomasz Marczyński    | Adrian Kuriek   | Sky ProCycling       |
| 7         | Moreno Moser       | Ben Swift          | Tomasz Marczyński    | Adrian Kuriek   | Sky ProCycling       |
| Eindstand | Moreno Moser       | Ben Swift          | Tomasz Marczyński    | Adrian Kuriek   | Sky ProCycling       |

## Etappe-uitslagen

### 1e etappe
| Karpacz – Jelenia Góra (179,5 km) |                    |                        |          |
| Plaats                            | Naam               | Ploeg                  | Tijd     |
| Winnaar                           | Moreno Moser       | Liquigas-Cannondale    | 4u32'53" |
| 2                                 | Michał Kwiatkowski | Omega Pharma-Quickstep | z.t.     |
| 3                                 | Lars Boom          | Rabobank               | z.t.     |

### 2e etappe
| Wałbrzych – Opole (239,4 km) |              |                        |          |
| Plaats                       | Naam         | Ploeg                  | Tijd     |
| Winnaar                      | Ben Swift    | Sky ProCycling         | 5u49'57" |
| 2                            | Elia Viviani | Liquigas-Cannondale    | z.t.     |
| 3                            | Tom Boonen   | Omega Pharma-Quickstep | z.t.     |

### 3e etappe
| Kędzierzyn-Koźle – Cieszyn (201,7 km) |                   |                        |          |
| Plaats                                | Naam              | Ploeg                  | Tijd     |
| Winnaar                               | Zdeněk Štybar     | Omega Pharma-Quickstep | 5u01'51" |
| 2                                     | Francesco Gavazzi | Astana                 | z.t.     |
| 3                                     | Sacha Modolo      | Colnago-CSF Bardiani   | z.t.     |

### 4e etappe
| Będzin – Katowice (127,8 km) |               |                        |          |
| Plaats                       | Naam          | Ploeg                  | Tijd     |
| Winnaar                      | Aidis Kruopis | Omega Pharma-Quickstep | 2u43'04" |
| 2                            | Ben Swift     | Sky ProCycling         | z.t.     |
| 3                            | Theo Bos      | Rabobank               | z.t.     |

### 5e etappe
| Rabka-Zdrój – Zakopane (163,1 km) |              |                     |          |
| Plaats                            | Naam         | Ploeg               | Tijd     |
| Winnaar                           | Ben Swift    | Sky ProCycling      | 4u01'22" |
| 2                                 | Elia Viviani | Liquigas-Cannondale | z.t.     |
| 3                                 | Pim Ligthart | Vacansoleil-DCM     | z.t.     |

### 6e etappe
| Bukowina Tatrzańska – Bukowina Tatrzańska (191,8 km) |                    |                        |          |
| Plaats                                               | Naam               | Ploeg                  | Tijd     |
| Winnaar                                              | Moreno Moser       | Liquigas-Cannondale    | 5u16'32" |
| 2                                                    | Sergio Henao       | Sky ProCycling         | z.t.     |
| 3                                                    | Michał Kwiatkowski | Omega Pharma-Quickstep | z.t.     |

### 7e etappe
| Krakau – Krakau (131,4 km) |                |                |          |
| Plaats                     | Naam           | Ploeg          | Tijd     |
| Winnaar                    | John Degenkolb | Argos-Shimano  | 2u50'32" |
| 2                          | Mathew Hayman  | Sky ProCycling | z.t.     |
| 3                          | Ben Swift      | Sky ProCycling | z.t.     |

## Eindklassementen
| Plaats    | Naam               | Ploeg                  | Tijd      |
| --------- | ------------------ | ---------------------- | --------- |
| Gele trui | Moreno Moser       | Liquigas-Cannondale    | 30u15'49" |
| 2         | Michał Kwiatkowski | Omega Pharma-Quickstep | +0' 05"   |
| 3         | Sergio Henao       | Sky ProCycling         | +0' 16"   |
| 4         | Aleksandr Kolobnev | Team Katjoesja         | +0' 25"   |
| 5         | Linus Gerdemann    | RadioShack-Nissan      | +0' 28"   |
| 6         | Rinaldo Nocentini  | AG2R-La Mondiale       | +0' 29"   |
| 7         | Jon Izagirre       | Euskaltel-Euskadi      | z.t.      |
| 8         | Tiago Machado      | RadioShack-Nissan      | z.t.      |
| 9         | Alexandre Geniez   | Argos-Shimano          | z.t.      |
| 10        | Rigoberto Urán     | Sky ProCycling         | z.t.      |
|           |                    |                        |           |
| 18        | Greg Van Avermaet  | BMC Racing Team        | +01' 38"  |
| 35        | Pim Ligthart       | Vacansoleil-DCM        | +07' 05"  |

| Plaats     | Naam               | Ploeg                  | Punten |
| ---------- | ------------------ | ---------------------- | ------ |
| Witte trui | Ben Swift          | Sky ProCycling         | 77     |
| 2          | Michał Kwiatkowski | Omega Pharma-Quickstep | 69     |
| 3          | Moreno Moser       | Liquigas-Cannondale    | 59     |

| Plaats      | Naam                 | Ploeg                | Punten |
| ----------- | -------------------- | -------------------- | ------ |
| Paarse trui | Tomasz Marczyński    | Vacansoleil-DCM      | 85     |
| 2           | Daniel Teklehaimanot | Orica-GreenEdge      | 46     |
| 3           | Bartosz Huzarski     | Reprezentacja Polski | 43     |

| Plaats    | Naam               | Ploeg                  | Punten |
| --------- | ------------------ | ---------------------- | ------ |
| Rode trui | Adrian Kurek       | Utensilnord-Named      | 11     |
| 2         | Giampaolo Mondini  | Reprezentacja Polski   | 9      |
| 3         | Michał Kwiatkowski | Omega Pharma-Quickstep | 7      |

| Plaats | Ploeg             | Tijd      |
| ------ | ----------------- | --------- |
|        | Sky ProCycling    | 90u49'30" |
| 2      | RadioShack-Nissan | +00' 04"  |
| 3      | Team Movistar     | +01' 25"  |